# Achatamento

Círculo de raio a comprimido a uma elipse

Achatamento, em cartografia, é uma medida da compressão de um círculo ou uma esfera ao longo de um diâmetro para formar uma elipse ou um elipsoide de revolução (esferoide) respectivamente. Outro termo utilizado é elipticidade. A notação usual para o achatamento é f e sua definição em termos dos semi-eixos da elipse ou elipsóide resultantes é
{\displaystyle \mathrm {achatamento} =f={\frac {a-b}{a}}.}
O fator de compressão é b/a em cada caso. Para a elipse, este factor é também a razão de aspecto da elipse.
Também pode ser definido como a razão entre a diferença entre os dois raios, equatorial (a) e polar (b), e o raio equatorial, em uma elipse, que pode ser expresso como uma função da excentricidade angular, {\displaystyle o\!\varepsilon \,\!}:
{\displaystyle {}_{\color {white}x}f={\mbox{ver}}(o\!\varepsilon )=2\sin ^{2}\left({\frac {o\!\varepsilon }{2}}\right)=1-\cos(o\!\varepsilon )={\frac {a-b}{a}};\,\!}
O valor obtido indica quanto o elipsóide se aproxima da forma esférica (razão 0).
Há duas outras variantes do achatamento (veja abaixo), e quando é necessário para evitar a confusão o achatamento acima é chamado de primeiro achatamento. As definições seguintes podem ser encontradas em textos normalizados e textos da web on-line

## Definições de achatamento
No seguinte, a representa a dimensão maior (e.g. semi-eixo maior), enquanto b é o (semi-eixo menor) menor. Todos os achatamentos são zero para um círculo (a=b).
| (primeiro) achatamento | {\displaystyle f\,\!}            | {\displaystyle {\frac {a-b}{a}}\,\!}   | Fundamental. A inversa 1/f é a escolha normal para os elipsóides de referência geodésicos. |
| segundo achatamento    | {\displaystyle f'\,\!}           | {\displaystyle {\frac {a-b}{b}}\,\!}   | Raramente usado.                                                                           |
| terceiro achatamento   | {\displaystyle n\quad (f'')\,\!} | {\displaystyle {\frac {a-b}{a+b}}\,\!} | Utilizado nos cálculos geodésicos como um pequeno parâmetro de expansão.[10]               |
O terceiro achatamento pode ser derivado da seguinte forma:
{\displaystyle f'=\tan ^{2}\left({\frac {o\!\varepsilon }{2}}\right)={\frac {1-\cos(o\!\varepsilon )}{1+\cos(o\!\varepsilon )}}={\frac {a-b}{a+b}}.\,\!}